# Ориентировка
Ориентировка — сложная деятельность, которая обслуживает исполнение действия[1]. Это процесс регуляции действий, которые ещё не стали выполняться автоматически. Он включает следующие этапы: во-первых, составление предварительного представления о самом процессе действия и результате этого действия (как о конечном результате, так и о ряде промежуточных), во-вторых, учёт наличных условий действия и фактического течения этого выполняемого действия, в-третьих, сопоставление полученного результата с мысленным образцом, и, наконец, обнаружение и устранение регулярно присутствующих отклонений.

## Типы ориентировки
Процесс формирования навыка и качество сложившегося действия в значительной мере зависит именно от того, насколько и на каком уровне развертывается ориентировочно-исследовательская деятельность.
- Первый тип ориентировки:

1. Неполный состав ориентировочной основы.
2. Частный вид ориентиров, которые субъект выделяет сам с помощью метода слепых проб.
3. Процесс формирования действия в значительной мере более медленный и содержит высокое число ошибок (по сравнению с остальными типами ориентировочной основы).
4. Сформированное вышеописанным образом действие чувствительно к даже самым малым изменениям материала решаемой задачи или условий её выполнения.

- Второй тип ориентировки:

1. Присутствуют все условия, которые являются достаточными и необходимыми для правильного выполнения некоторого действия. Но субъект приобретает их в готовом и частном виде, который годится только для ориентировки лишь в данном конкретном случае, но не в схожих.
2. Действие формируется быстро и безошибочно.
3. Сформированное действие устойчивее, чем при первом типе ориентировки. Но сфера переноса действия в значительной мере ограничена степенью сходства конкретных условий других частных задач на то задание, на котором шло данное обучение.

- Третий тип ориентировки:

1. Полным составом условий и информации, ориентиры даны в общем виде, который является характерным для целого класса явлений.
2. Субъекту дается общий метод, и на его основе он самостоятельно составляет свою ориентировочную основу действия для каждого частного случая.
3. Характерны быстрота и безошибочность процесса формирования действия. Но самыми главными отличительными чертами являются большая устойчивость и широта переноса такого сформированного действия.

### Обучение письму
Гальперин и Пантина[2] ставили эксперименты по обучению детей письму: они занимались прописью на тетрадной сетке. Конфигурации букв являются чересчур трудными и непонятными для ребёнка — из-за этого они не могут быть восприняты одномоментно в нерасчлененном виде. Для преодоления данной проблемы было предложено делить буквы на отдельные части с помощью точек. Но такие опорные точки в практических не имеют какого-либо принципа выделения или научной или практической основы. Такие опорные точки не являются первичными. Первичны разделительные точки: в них линия буквы меняет свое направление, изгибаясь или идя вновь прямо.
На этапе предварительных экспериментов было обнаружено, что первоклассники ориентировались на всю букву целиком. Но некоторая часть детей стихийно выделяет опорные точки (и пишут явно на порядок лучше), а другая часть не выделяет их в каком-бы то ни было значимом количестве и/или составе (и пишут значительно хуже).
Пилотажные эксперименты позволили исследователям обнаружить несколько различных групп. В первом, где дается только образец, который на глазах ребёнка выполняется экспериментатором в сопровождении одних только самых общих указаний о том, как им надо писать букву в прописи, и второй, в каком именно месте, помимо этого, ребёнку указываются все опорные точки контура, начало и конец каждой линии, а также поясняется каждый переход от точки к точке.
При обучении по первому типу дети иногда хаотически переходили к попыткам анализа образца, иначе говоря — к элементам ориентировки второго типа; а при обучении по второму типу дети часто лишь заучивали, где расположены опорные точки данной конкретной фигуры, но не научились её анализировать и в значительной мере сохраняли перемежающуюся ориентировку то на целостную конфигурацию, то на сочетание её опорных точек. Эти данные и натолкнули авторов эксперимента на мысль о третьем типе ориентировки в задании, когда ребёнок учится самостоятельно выделять опорные точки и затем уже по ним выполнять действие.
Первый тип ориентировки
- Обеспечивает формирование ограниченного, частного действия: дети приобретают умение писать только данную букву, в данных, узкоограниченных условиях. Дети не справляются с написанием незнакомых букв на старой и новой сетках.
- Исследователь не дает каких-бы то ни было комментариев по поводу того, как избежать допущение ошибок. Нет указания о необходимости анализировать образец и находить опорные точки для успешного решения поставленной задачи (прописи букв).
- По этому типу путем длительной тренировки можно воспитать только частное умение, в нашем случае — умение правильно писать лишь каждую данную букву и притом — в строго определённых условиях.

Второй тип ориентировки
- Обеспечивает только некоторую степень обобщения (неполного и нестойкого), зависящего от целого ряда случайностей. Одни незнакомые буквы пишутся детьми правильно, другие — неправильно, причем последнее случается чаще. Чем больше затруднены условия письма, тем меньше процент переноса действия.
- Ребёнку предоставляется образец, а также указывается весь набор опорных точек, за счет чего возможно достижение правильного выполнения действия.
- Однако система опорных точек предоставляется через экспериментатора и каждый раз только для данного частного задания.

Третий тип ориентировки
- Дает широко обобщенное действие, когда ребёнок может написать правильно любую данную ему незнакомую букву. Перенос действии на другие сетки также оказывается высоким.
- Действие фиксируется лишь в общих моментах и безразлично к частной форме своего воплощения.
- Ребёнку дается принцип определения опорных точек, на основе которого он сам находит опорные точки для всех новых задания (находить области, в которых линия буквы резко меняет свой ход).
- При третьем типе ориентировки дети и в новых для них условиях анализировали образцы букв в процессе письма постоянно соотносили написанное с образцом, то есть самостоятельно контролировали свои действия. То есть действие является широко обобщенным и устойчивым. Также ребёнок свободно ориентируется в условиях задания, начинает чувствовать себя «хозяином положения» и проявляет стремление выполнять любое задание данного порядка.

Подводя итог: процесс обобщения находится в прямой зависимости от типа ориентировки в задании. Для усвоения всего ряда заданий при обучении больше всего предъявлений потребовалось по первому типу, значительно меньше по второму и много меньше по третьему. По первому типу на усвоение всего ряда букв понадобилось в среднем 1 238 предъявлений, по второму — 1265, а по третьему — лишь 48.

### Обучение игре в шахматы
Анализ шахматной игры и самой логики игры в шахматы, а также характерных именно начинающим шахматистам типичных ошибок, позволил выделить ряд важных характеристик, которые обязательно нужно учитывать на протяжении всех этапов шахматной партии:
1. Материальное соотношение своих сил с силами противника.
2. взаимодействие своих сил друг с другом (взаимоэффективность).
3. Захват пространства поля шахматной доски.
4. Своевременность всех предпринимаемых игроком операций по налаживанию взаимодействия собственных фигур и по захвату пространства поля шахматной доски.

Учащиеся учились решению достаточно простых задач: а именно постановка мата (то есть постановка шаха королю при его невозможности уйти от шаха) одинокому королю с помощью следующих наборов фигур: короля и ферзя, короля и двух ладьей, короля и одной ладьи, короля и двух слонов.
- При первом типе ориентировки вышеперечисленные условия не раскрывались, учащемуся предоставлялась только исполнительная часть решения и образец конечного «продукта», а именно матовая позиция (шах и невозможность уйти от шаха). Решение задачи продвигалось в крайней степени медленно. Обучающему пришлось показывать ход решения задачи для каждого испытуемого по несколько раз (от 3 до 4 раз). Улучшение игры шло через постепенного запоминание и воспроизведение ходов, которые демонстрировал экспериментатор. В среднем поставленная задача мата одинокого короля была решена испытуемыми за 55 ходов за 34 минуты (хотя на самом деле задача может быть решена всего лишь за 10 ходов). Испытуемые этой группы не могли дать какого-бы то ни было объяснения, почему они совершают тот или иной ход так, а не иначе. Это свидетельствует о крайней степени непонимания испытуемыми логики шахматной игры. Качество игры оставалось низким на протяжении всего эксперимента: в начале правильных ходов было менее одной четверти, а в конце менее одной половины всех ходов.
- При обучении на основе второго типа ориентировки раскрывалась вся система условий успешной игры, но в такой форме, которая годится только для данной конкретной позиции шахматных фигур на шахматной доске (например, указывались, более сильные и менее сильные ходы по сравнению друг с другом, а также давалось сжатое объяснение). Обучение учащихся шло на порядок успешнее: все испытуемые справились с решением задачи с первой попытки. Решение было достигнуто в среднем за 12 ходов за 6 минут, качество игры заметно повысилось: правильные ходы составили более трех четвёртых сделанных ходов от их общего числа.
- При обучении на основе третьего типа ориентировки все условия успешной игры давались в обобщенной форме. Учащиеся учились самостоятельно анализировать конкретные расположения шахматных фигур на доске. Испытуемые решили поставленную перед ними задачу с первой попытки, затратив в среднем 3 минуты. Ошибочные ходы полностью отсутствовали. Изменение исходного расположения фигур на шахматной никак не сказывалось на качестве игры: все испытуемые справились с на порядок более трудными, абсолютно новыми для них задачами (поставить мат одинокому королю королем и двумя слонами, королем и ладьей).

### Обучение правилам русского языка
Микулинская в своем эксперименте проанализировала правила русского языка с тем, чтобы продемонстрировать, что все они выполняют только три функции: соединение, разделение и выделение слов или предложений. Многочисленные правила (около 200) — это разнообразные, несистематизированные и зачастую противоречащие друг другу вариации этих трех функций. В эксперименте учащиеся пытались распознавать эти самые ситуации соединения, разделения, выделения; таким образом экспериментаторы добились формирования необходимой системы действий. На следующем этапе исследовательской работы школьникам давались возможные варианты знаков каждой из этих функций. Все испытуемые научились практически безошибочной расстановке всех знаков препинания. При переходе от второго типа ориентировки к третьему существенно меняется как и содержание ООД, так и содержание обучения в целом: вместо изучения правил на расстановку знаков препинания учащемуся даются знания о функциях, выполняемыми этими знаками. Вместо формирования действий по использованию каждого частного правила формируется действие распознавания указанных функций.

## Значимость
Второй тип ориентировочной основы не позволяет проникнуть в сущность явления и способствует формированию эмпирического мышления. То есть изучаемое явление является самостоятельным предметом усвоения. В свою очередь, третий тип ориентировочной основы позволяет постичь сущность явления и способствует к формированию теоретического мышления.
Иначе говоря, правильное воспроизведение информации, полученное благодаря первому и второму типу ориентировки, не гарантирует правильного применения полученных знаний на практике. Переход на новый материал и/или изменение условий приводят к высокому росту ошибок при решении задач. Даже если оставаться в рамках простого усвоения и воспроизведения информации без её понимания, имеется сильный недостаток: существует бессчетное множество частных фактов, которое невозможно запомнить. Но благодаря третьему типу ориентировки становится возможным анализировать все многообразие явлений: из конкретных примеров постигается всеобщая сущность явления (а не простое заучивание по памяти, которое не работает при столкновении с незнакомыми условиями или материалом).

### Преимущества учения по третьему типу ориентировки
- Способствует формированию высокой внутренней мотивации благодаря наличию высокой автономии[4] и независимости.
- Приобретаются гибкая стратегия решения задач и способность пристально анализировать как собственные действия, так и действия других людей.
- Адекватный контроль и оценка успешности выполнения деятельности.
- Положительное отношение к ошибке, возможность извлечения из неё позитивного продуктивного опыта.
- Устойчивые позитивные эмоциональные переживания, связанные с выполнением деятельности.
- Возможность коллективного участия в совместной деятельности при позитивной социальной атмосфере.

Таким образом, большие и ясные различия в ходе и результатах формирования навыка при разных типах ориентировки в задании (но равенстве прочих условий) обнаруживают и позволяют понять тесную зависимость обучения действию от характера ориентировки, на основе которой это действие формируется.